# Liubov Shútova
Liubov Andréyevna Shútova –en ruso, Любовь Андреевна Шутова– (Novosibirsk, 25 de junio de 1983) es una deportista rusa que compite en esgrima, especialista en la modalidad de espada.
Participó en los Juegos Olímpicos de Río de Janeiro 2016, obteniendo una medalla de bronce en la prueba por equipos (junto con Violetta Kolobova, Tatiana Logunova y Olga Kochneva), el sexto lugar en Pekín 2008 (individual) y el cuarto lugar en Londres 2012 (por equipos).
Ganó cuatro medallas en el Campeonato Mundial de Esgrima entre los años 2007 y 2019, y siete medallas en el Campeonato Europeo de Esgrima entre los años 2002 y 2019.

## Palmarés internacional
| Juegos Olímpicos   | Juegos Olímpicos        | Juegos Olímpicos  | Juegos Olímpicos   |
| Año                | Lugar                   | Medalla           | Prueba             |
| ------------------ | ----------------------- | ----------------- | ------------------ |
| 2016               | Río de Janeiro (Brasil) | Medalla de bronce | Espada por equipos |
| Campeonato Mundial |                         |                   |                    |
| Año                | Lugar                   | Medalla           | Prueba             |
| 2007               | San Petersburgo (Rusia) | Medalla de plata  | Espada por equipos |
| 2009               | Antalya (Turquía)       | Medalla de oro    | Espada individual  |
| 2014               | Kazán (Rusia)           | Medalla de oro    | Espada por equipos |
| 2019               | Budapest (Hungría)      | Medalla de plata  | Espada por equipos |
| Campeonato Europeo |                         |                   |                    |
| Año                | Lugar                   | Medalla           | Prueba             |
| 2002               | Moscú (Rusia)           | Medalla de bronce | Espada individual  |
| 2005               | Zalaegerszeg (Hungría)  | Medalla de oro    | Espada por equipos |
| 2011               | Sheffield (Reino Unido) | Medalla de plata  | Espada por equipos |
| 2012               | Legnano (Italia)        | Medalla de oro    | Espada por equipos |
| 2012               | Legnano (Italia)        | Medalla de bronce | Espada individual  |
| 2014               | Estrasburgo (Francia)   | Medalla de plata  | Espada por equipos |
| 2019               | Düsseldorf (Alemania)   | Medalla de plata  | Espada por equipos |